# Walton Goggins
Walton Sanders Goggins Jr. (Birmingham, Alabama, 10 de novembro de 1971) é um ator americano. Ele estrelou várias séries de televisão, incluindo The Shield (2002–2008), Justified (2010–2015), Vice Principals (2016–2017), The Unicorn (2019–2020), The Righteous Gemstones (2019 – presente), Invincible (2021–presente) e Fallout (2024). Ele foi indicado ao Primetime Emmy Award de Melhor Ator Coadjuvante em Série Dramática por seu trabalho em Justified.
Goggins estrelou e co-produziu o curta-metragem The Accountant (2001). Ele também participou de longas-metragens, como Predators (2010), Lincoln, Django Unchained (ambos de 2012), The Hateful Eight (2015), Maze Runner: The Death Cure, Tomb Raider e Ant-Man and the Wasp (todos 2018).

## Vida pregressa
Goggins nasceu em Birmingham, Alabama, filho de Janet Long e Walton Sanders Goggins Sr. Ele foi criado em Lithia Springs, Geórgia, um subúrbio de Atlanta, se formou na Lithia Springs High School e frequentou a Georgia Southern University por um ano.

## Carreira
Goggins trabalhou em um serviço de estacionamento com manobrista e em vários restaurantes em Los Angeles. Depois de estrelar alguns papéis na Geórgia, ele conheceu Ray McKinnon durante as filmagens de Murder in Mississippi.
Goggins interpretou Shane Vendrell na série dramática The Shield, da FX. Ele formou a produtora Ginny Mule Pictures, que produziu quatro filmes: The Accountant (um curta-metragem que ganhou o Oscar de curta-metragem em live Action); Chrystal (Competição Dramática de Sundance); Randy and the Mob e That Evening Sun (que ganhou o Prêmio Especial do Júri South by Southwest). Mais tarde, eles criaram a série dramática Rectify. Goggins foi escalado para o papel principal e a AMC comprou o roteiro do piloto, escrito por McKinnon, papel que foi para Aden Young, quando a série foi posteriormente para a SundanceTV.
Goggins interpretou Boyd Crowder no episódio piloto da série dramática Justified, da FX, enquanto filmava um importante papel coadjuvante como um prisioneiro mortal no corredor da morte sendo caçado pelos antagonistas titulares no filme Predadores. Antes de Goggins ser escalado para o elenco, Boyd deveria morrer no episódio piloto, mas Graham Yost manteve o personagem quando o público de teste selecionou Goggins para o papel. Goggins se juntou ao elenco principal na segunda temporada em maio de 2010. Em 2011, ele apareceu em "Code of the West", comercial da campanha "Guts & Glory" da Ram Truck. Ele apareceu em Cowboys & Aliens como Hunt, um bandido anteriormente empregado pelo protagonista. Goggins foi indicado ao Primetime Emmy Award de Melhor Ator Coadjuvante em Série Dramática por seu papel em Justified. Ele interpretou um supervisor sádico e treinador de lutas de escravos no filme de faroeste Django Unchained.
Goggins interpretou uma prostituta transgênero na série dramática da FX Sons of Anarchy. Ele já havia trabalhado com o criador do programa, Kurt Sutter, quando este era escritor e produtor executivo de The Shield. O nome "Venus Van Dam" é uma brincadeira com o nome de disfarce "Cletus Van Damme" usado pelo personagem do The Shield, Shane Vendrell. Ele interpretou Chris Mannix em The Hateful Eight e Lee Russell na série de humor negro da HBO, Vice Principals. Mike Hale, crítico do New York Times, escreveu: "Walton Goggins tem o hábito de ser a melhor coisa nos programas de televisão em que participa."
Em 2018, Goggins interpretou Lawrence em Maze Runner: The Death Cure, Mathias Vogel em Tomb Raider e Sonny Burch em Ant-Man and the Wasp . Ele interpretou o personagem principal da sitcomThe Unicorn, da CBS. Ele estrelou a série de comédia The Righteous Gemstones. Em 2020, Goggins deu voz a parte do podcast sobre crimes reais Deep Cover: The Drug Wars.
Goggins foi escalado como Jay Whittle / O Herói na minissérie de comédia da Amazon Prime Video I'm a Virgo. Em 2024, ele estrelou como Cooper Howard / The Ghoul na série dramática Fallout da Amazon Prime Video.

## Vida pessoal
Em 2001, Goggins casou-se com a canadense Leanne Kaun, proprietária de uma empresa de passeios com cães em Laurel Canyon, Califórnia. Eles permaneceram casados até a morte dela por suicídio em 12 de novembro de 2004. Goggins casou-se com a cineasta Nadia Conners em agosto de 2011. Eles têm um filho.
Goggins mostra algumas de suas fotografias em um blog, quando tirou um período sabático e viajou pela Índia. Ele é ativo em várias organizações sem fins lucrativos que vão desde o trabalho ambiental até o humanitário. Ele é sócio de uma empresa de bebidas alcoólicas, a Mulholland Distilling.

## Filmografia

### Filmes
| Ano  | Título                           | Papel                     | Notas                                 |
| ---- | -------------------------------- | ------------------------- | ------------------------------------- |
| 1992 | Mr. Saturday Night               | Shaky Kid                 | Não creditado                         |
| 1992 | Forever Young                    | Gate MP                   |                                       |
| 1994 | The Next Karate Kid              | Charlie                   |                                       |
| 1997 | The Apostle                      | Sam                       |                                       |
| 1997 | Switchback                       | Bud                       |                                       |
| 1998 | Major League: Back to the Minors | Billy 'Downtown' Anderson |                                       |
| 1999 | Wayward Son                      | Plantation Owner          |                                       |
| 2000 | Red Dirt                         | Lee Todd                  |                                       |
| 2000 | Shanghai Noon                    | Wallace                   |                                       |
| 2000 | The Crow: Salvation              | Det. Stan Roberts         |                                       |
| 2001 | The Accountant                   | Tommy O'Dell              | Curta; também foi co-produtor         |
| 2001 | Daddy and Them                   | Tommy Christian           |                                       |
| 2001 | Joy Ride                         | Cop                       | Não creditado                         |
| 2002 | The Bourne Identity              | Research Tech             |                                       |
| 2003 | House of 1000 Corpses            | Steve Naish               |                                       |
| 2003 | Apple Jack                       | Moe Danyou                | Curta                                 |
| 2004 | Chrystal                         | Larry                     | Também foi produtor                   |
| 2005 | The World's Fastest Indian       | Marty                     |                                       |
| 2006 | The Architect                    | Joe                       |                                       |
| 2007 | Randy and the Mob                | Tino Armani               | Também foi produtor                   |
| 2008 | Winged Creatures                 | Zack                      |                                       |
| 2008 | Miracle at St. Anna              | Captain Nokes             |                                       |
| 2009 | That Evening Sun                 | Paul Meecham              | Também foi produtor                   |
| 2009 | Damage                           | Reno Paulsait             |                                       |
| 2010 | Predators                        | Stans                     |                                       |
| 2011 | Cowboys & Aliens                 | Hunt                      |                                       |
| 2011 | Straw Dogs                       | Daniel Niles              |                                       |
| 2012 | Lincoln                          | Clay Hawkins              |                                       |
| 2012 | Django Unchained                 | Billy Crash               |                                       |
| 2013 | Officer Down                     | Det. Nick Logue / Angel   |                                       |
| 2013 | G.I. Joe: Retaliation            | Warden Nigel James        |                                       |
| 2013 | Machete Kills                    | El Camaleón 1             |                                       |
| 2015 | Mojave                           | Jim                       |                                       |
| 2015 | American Ultra                   | Laugher                   |                                       |
| 2015 | Diablo                           | Ezra                      |                                       |
| 2015 | The Hateful Eight                | Captain Chris Mannix      |                                       |
| 2017 | Three Christs                    | Leon                      |                                       |
| 2018 | Maze Runner: The Death Cure      | Lawrence                  |                                       |
| 2018 | Tomb Raider                      | Mathias Vogel             |                                       |
| 2018 | Ant-Man and the Wasp             | Sonny Burch               |                                       |
| 2019 | Them That Follow                 | Lemuel                    |                                       |
| 2019 | Once Upon a Time in Hollywood    | Old Chattanooga Beer      | Participação de voz; versão estendida |
| 2020 | Words on Bathroom Walls          | Paul                      |                                       |
| 2020 | Fatman                           | Skinny Man                |                                       |
| 2021 | Spirit Untamed                   | Hendricks                 | Voz                                   |
| 2022 | Dreamin' Wild                    | Joe                       |                                       |
| 2024 | The Uninvited                    | Sammy                     |                                       |

### Televisão
| Ano          | Título                                                             | Papel                                                         | Notas                                      |
| ------------ | ------------------------------------------------------------------ | ------------------------------------------------------------- | ------------------------------------------ |
| 1989–1992    | In the Heat of the Night                                           | Football Teammate / Darrell / Robbie Jeffries / Garth Warkins | 4 episódios                                |
| 1990         | Murder in Mississippi                                              | Lyle                                                          | Filme para televisão                       |
| 1992         | Beverly Hills, 90210                                               | Mike Muchin                                                   | Episódio: "The Pit and the Pendulum"       |
| 1992         | Stay the Night                                                     | Wayne Seagrove                                                | Filme para televisão                       |
| 1993         | I'll Fly Away                                                      | Langley                                                       | Episódio: "What's in a Name?"              |
| 1993         | Queen                                                              | Young Man #1                                                  | Episódio: "Part I"                         |
| 1993         | Renegade                                                           | Lance McBride                                                 | Episódio: "Wheel Man"                      |
| 1995         | JAG                                                                | Communications Officer                                        | Episódio: "Desert Son"                     |
| 1996         | High Tide                                                          | Bad Guy / Treasure Hunter                                     | Episódio: "A Three Hour Tour"              |
| 1996         | Pacific Blue                                                       | Harv                                                          | Episódio: "Captive Audience"               |
| 1996         | Humanoids from the Deep                                            | Rod                                                           | Filme para televisão                       |
| 1996         | The Sentinel                                                       | Mick                                                          | Episódio: "True Crime"                     |
| 1996         | The Cherokee Kid                                                   | Jim Bob / Carver Gang                                         | Filme para televisão                       |
| 1998         | NYPD Blue                                                          | Terry                                                         | Episódio: "Honeymoon at Viagra Falls"      |
| 2000         | Beyond the Prairie: The True Story of Laura Ingalls Wilder         | Almanzo Wilder                                                | Filme para televisão                       |
| 2001         | Murder, She Wrote: The Last Free Man                               | Billy Weber                                                   | Filme para televisão                       |
| 2002         | Beyond the Prairie, Part 2: The True Story of Laura Ingalls Wilder | Almanzo Wilder                                                | Filme para televisão                       |
| 2002–2008    | The Shield                                                         | Det. Shane Vendrell                                           | 88 episódios                               |
| 2004         | Hawaii                                                             | Agent Davis                                                   | Episódio: "Lost and Found"                 |
| 2007         | CSI: Crime Scene Investigation                                     | Marlon Frost                                                  | Episódio: "Empty Eyes"                     |
| 2009         | Criminal Minds                                                     | John Cooley                                                   | Episódio: "Demonology"                     |
| 2009         | CSI: Miami                                                         | Sean Echols                                                   | Episódio: "Dissolved"                      |
| 2010–2015    | Justified                                                          | Boyd Crowder                                                  | 74 episódios                               |
| 2012         | Unsupervised                                                       | Bruce Lindsay (voice)                                         | Episódio: "The Magic of Science"           |
| 2012–2014    | Sons of Anarchy                                                    | Venus Van Dam                                                 | 6 episódios                                |
| 2014         | Community                                                          | Mr. Stone                                                     | Episódio: "Cooperative Polygraphy"         |
| 2016–2017    | Vice Principals                                                    | Lee Russell                                                   | 18 episódios                               |
| 2017         | American Dad!                                                      | Enoch (voice)                                                 | Episódio: "A Nice Night for a Drive"       |
| 2017–2018    | Six                                                                | Richard 'Rip' Taggart                                         | 11 episódios                               |
| 2018         | The Big Bang Theory                                                | Oliver                                                        | Episódio: "The Separation Triangulation"   |
| 2019         | Deep State                                                         | Nathan Miller                                                 | 8 episódios; também foi executive produtor |
| 2019–present | The Righteous Gemstones                                            | Baby Billy Freeman                                            | 18 episódios                               |
| 2019–2020    | The Unicorn                                                        | Wade Felton                                                   | 31 episódios; também foi produtor          |
| 2021–present | Invincible                                                         | Cecil Stedman (voice)                                         | 15 episódios                               |
| 2021         | Squidbillies                                                       | Bubba (voice)                                                 | Episódio: "Let'er R.I.P."                  |
| 2022         | The Last Days of Ptolemy Grey                                      | Dr. Rubin                                                     | 5 episódios                                |
| 2022–2023    | George &amp; Tammy                                                 | Earl 'Peanutt' Montgomery                                     | 6 episódios                                |
| 2023         | I'm a Virgo                                                        | Jay Whittle / The Hero                                        | 5 episódios                                |
| 2023         | Justified: City Primeval                                           | Boyd Crowder                                                  | Episódio: "The Question"                   |
| 2024         | Fallout                                                            | The Ghoul / Cooper Howard                                     | 7 episódios                                |
| 2025         | The White Lotus                                                    | TBA                                                           | Temporada futura                           |

### Jogos eletrônicos
| Ano  | Título                                  | Papel de voz        |
| ---- | --------------------------------------- | ------------------- |
| 1995 | Wing Commander IV: The Price of Freedom | Border World Pilot  |
| 2007 | The Shield                              | Det. Shane Vendrell |
| 2017 | Prey                                    | Aaron Ingram        |

## Prêmios e indicações
| Ano  | Associação                            | Categoria | Trabalho                | Resultado | Ref.   |
| ---- | ------------------------------------- | --- | ----------------------- | --------- | ------ |
| 2001 | Slamdance Film Festival               | Spirit of Slamdance (compartilhado com Ray McKinnon e Lisa Blount)                                                              | The Accountant          | Venceu    | [ 16 ] |
| 2009 | South by Southwest                    | Best Ensemble Cast | That Evening Sun        | Venceu    | [ 17 ] |
| 2009 | Television Critics Association Awards | Individual Achievement in Drama                                                                                                 | The Shield              | Indicado  | [ 18 ] |
| 2011 | Primetime Emmy Awards                 | Melhor ator coadjuvante em série dramática                                                                                      | Justified               | Indicado  | [ 19 ] |
| 2011 | Critics' Choice Awards                | Melhor ator coadjuvante em uma série dramática                                                                                  | Justified               | Indicado  | [ 20 ] |
| 2011 | Satellite Awards                      | Best Actor in a Supporting Role in a Series, Mini-Series or Motion Picture Made for Television                                  | Justified               | Indicado  | [ 21 ] |
| 2012 | San Diego Film Critics Society Awards | Best Ensemble Performance | Django Unchained        | Indicado  | [ 22 ] |
| 2013 | Critics' Choice Awards                | Best Supporting Actor in a Drama Series                                                                                         | Justified               | Indicado  | [ 23 ] |
| 2014 | Critics' Choice Awards                | Best Supporting Actor in a Drama Series                                                                                         | Justified               | Indicado  | [ 24 ] |
| 2014 | Critics' Choice Awards                | Best Guest Performer in a Drama Series                                                                                          | Sons of Anarchy         | Indicado  | [ 24 ] |
| 2015 | Critics' Choice Awards                | Best Supporting Actor in a Drama Series                                                                                         | Justified               | Indicado  | [ 25 ] |
| 2015 | Critics' Choice Awards                | Best Guest Performer in a Drama Series                                                                                          | Sons of Anarchy         | Indicado  | [ 25 ] |
| 2015 | Hollywood Film Awards                 | Ensemble | The Hateful Eight       | Venceu    | [ 26 ] |
| 2016 | Critics' Choice Awards                | Best Acting Ensemble | The Hateful Eight       | Indicado  | [ 27 ] |
| 2016 | Saturn Awards                         | Best Supporting Actor | The Hateful Eight       | Indicado  | [ 28 ] |
| 2019 | Critics' Choice Awards                | Best Supporting Actor in a Comedy Series                                                                                        | Vice Principals         | Venceu    | [ 29 ] |
| 2019 | Newport Beach Film Festival           | Ensemble Cast | Them That Follow        | Venceu    | [ 30 ] |
| 2019 | Hollywood Music in Media Awards       | Best Original Song in a TV Show/Limited Series (shared with Joseph Stephens, Danny McBride, Edi Patterson and Jennifer Nettles) | The Righteous Gemstones | Indicado  | [ 31 ] |
| 2019 | Satellite Awards                      | Best Actor in a Supporting Role in a Series, Miniseries & Limited Series or a Motion Picture Made for Television                | The Righteous Gemstones | Indicado  | [ 32 ] |
| 2020 | Critics' Choice Awards                | Best Actor in a Comedy Series                                                                                                   | The Unicorn             | Indicado  | [ 33 ] |
| 2023 | Satellite Awards                      | Best Actor in a Supporting Role in a Series, Miniseries & Limited Series or a Motion Picture Made for Television                | The Righteous Gemstones | Indicado  | [ 34 ] |